# Missões diplomáticas da Tailândia

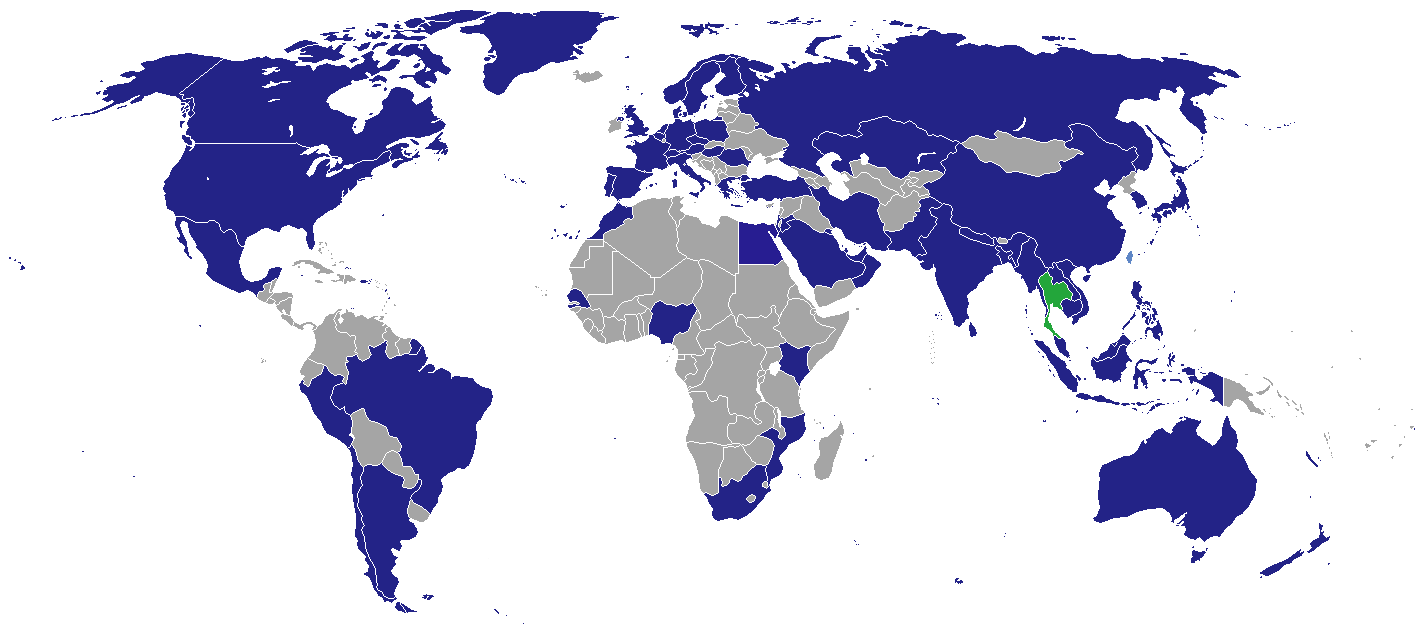
Mapa das missões diplomáticas da Tailândia.

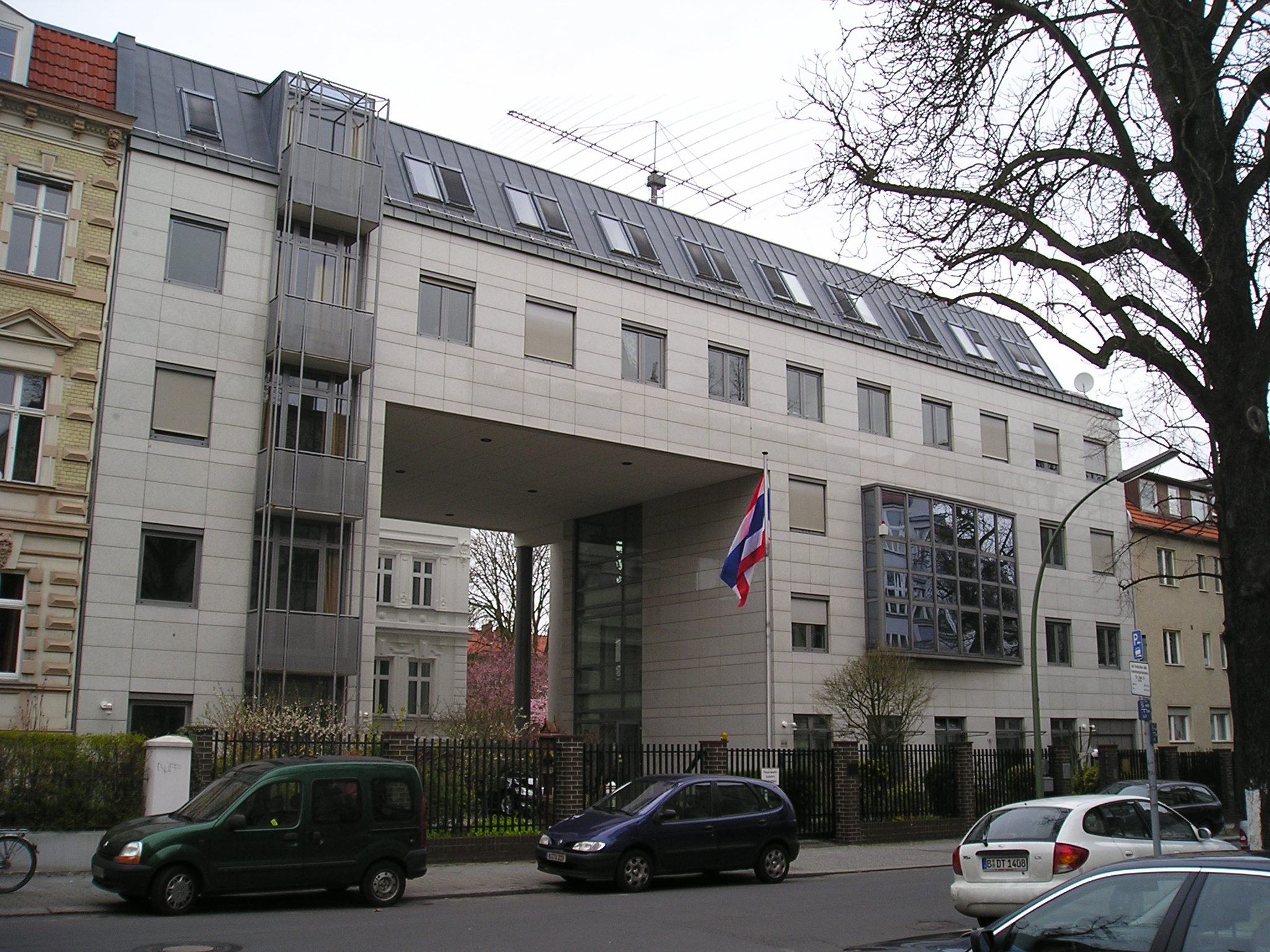
Embaixada da Tailândia em Berlim.

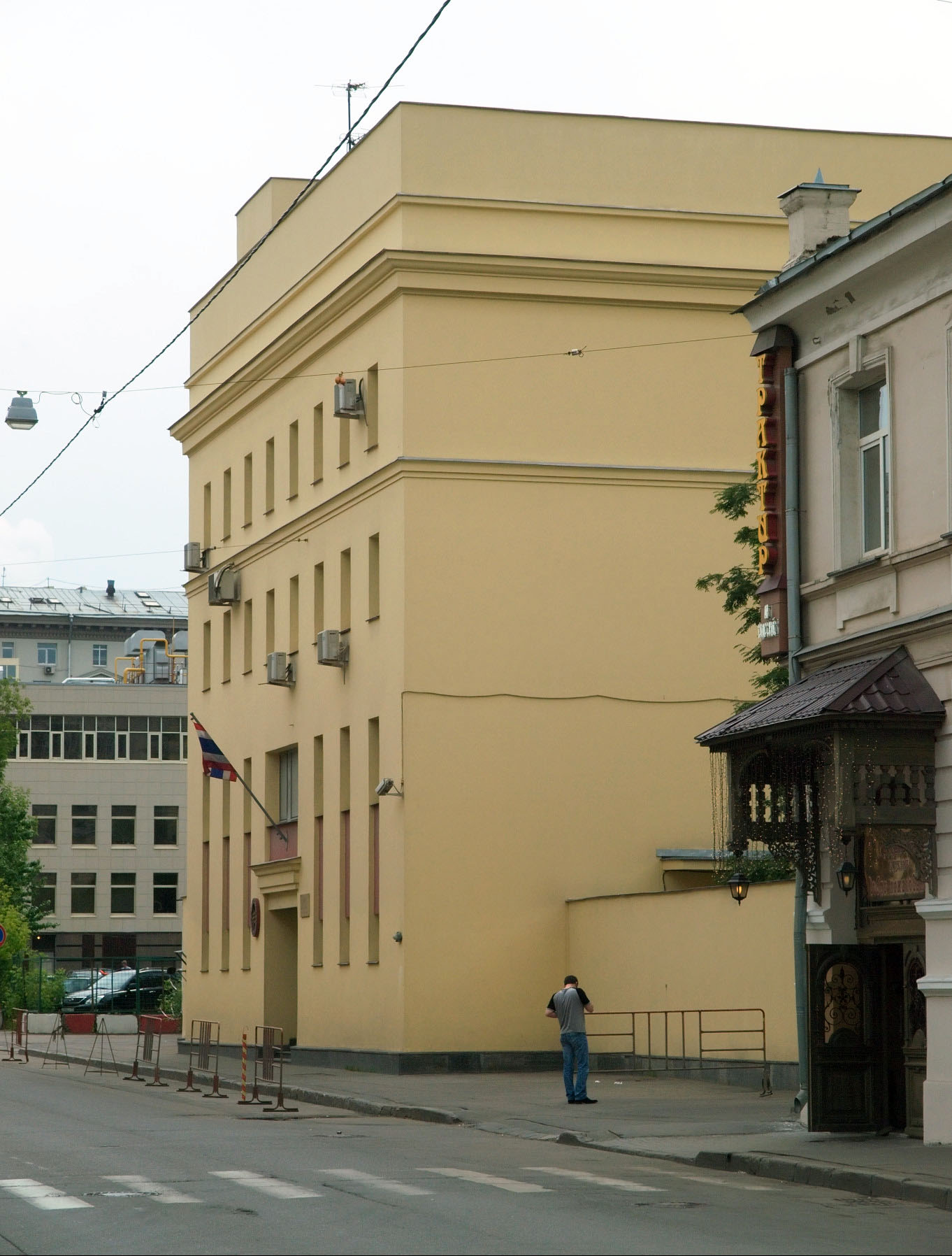
Embaixada da Tailândia em Moscou.

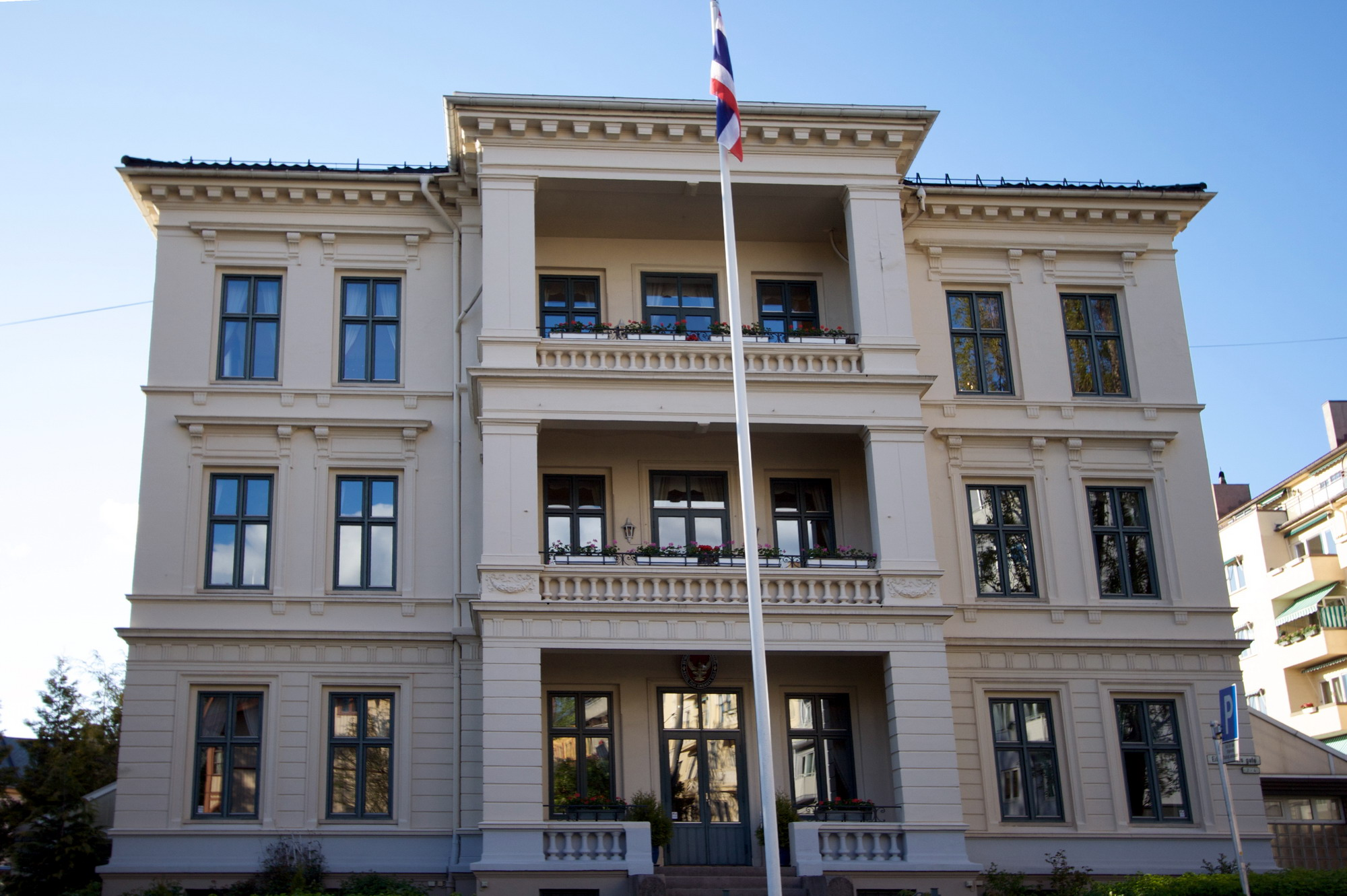
Embaixada da Tailândia em Oslo.

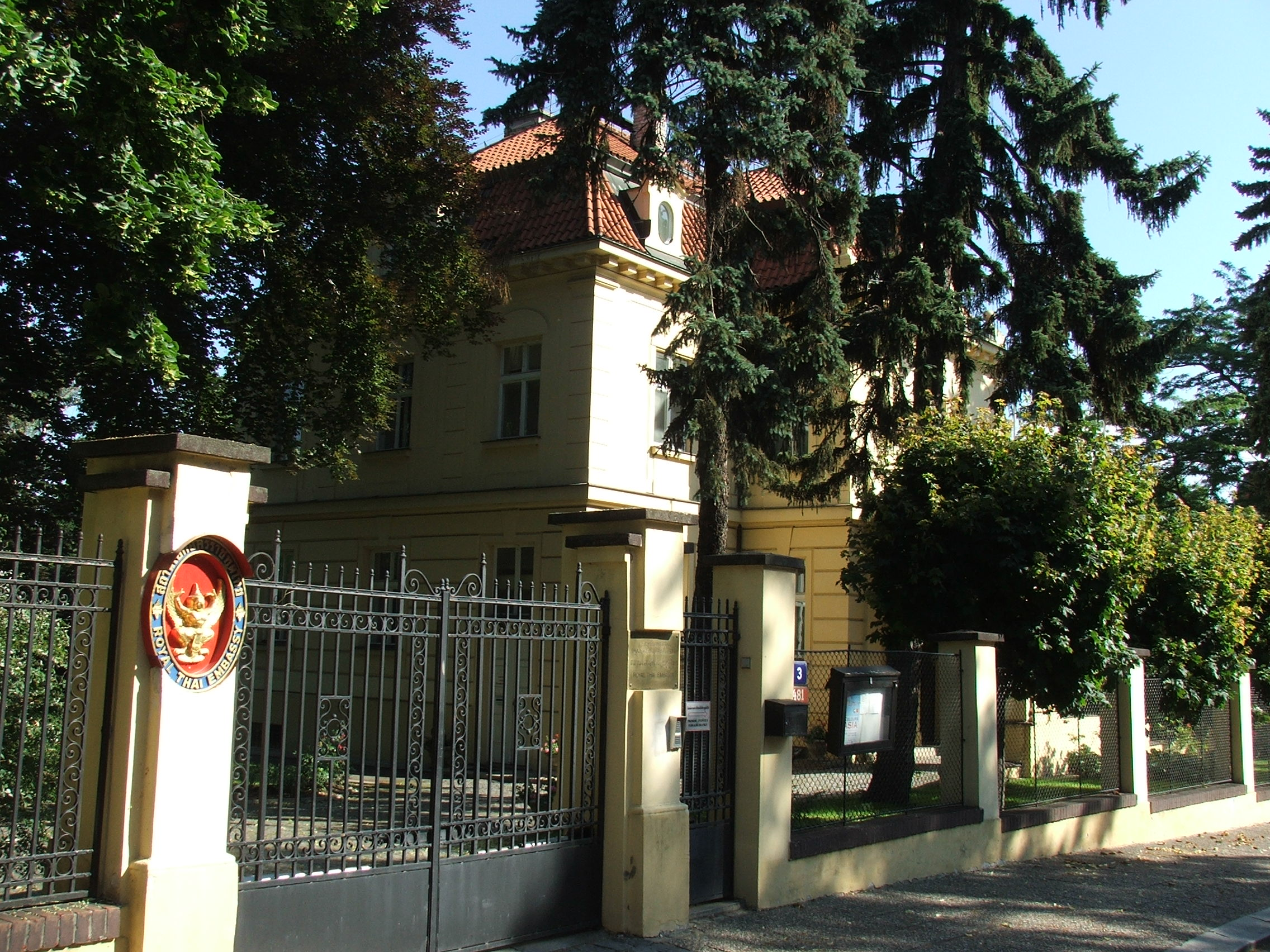
Embaixada da Tailândia em Praga.

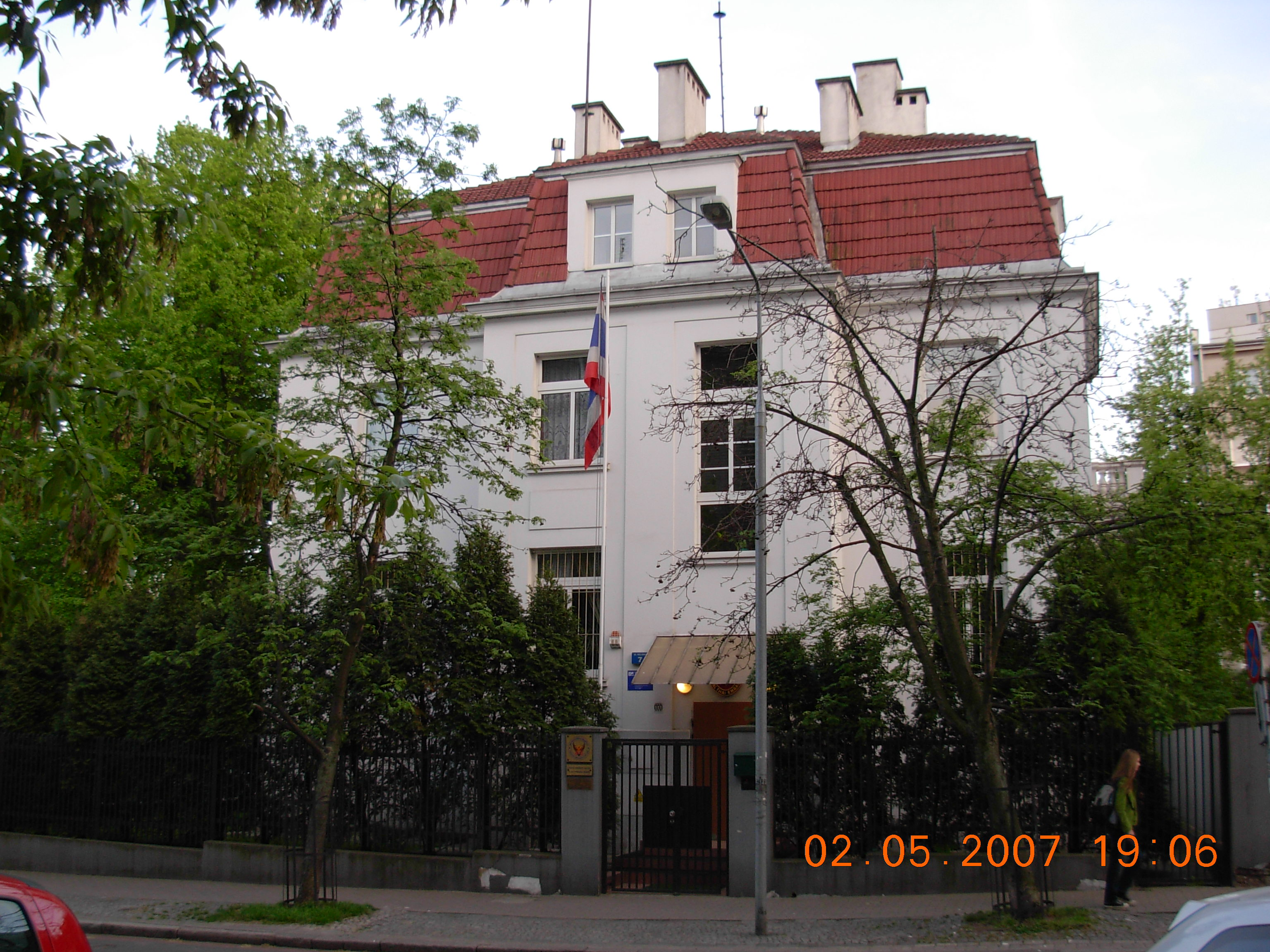
Embaixada da Tailândia em Varsóvia.

Abaixo se encontram as embaixadas e consulados da Tailândia:

## Europa
- Alemanha
  - Berlim (Embaixada)
  - Bona (Escritório Consular)
  - Frankfurt (Consulado-Geral)
- Áustria
  - Viena (Embaixada)
- Bélgica
  - Bruxelas (Embaixada)
- Dinamarca
  - Copenhague (Embaixada)
- Espanha
  - Madrid (Embaixada)
- Finlândia
  - Helsinque (Embaixada)
- França
  - Paris (Embaixada)
- Grécia
  - Atenas (Embaixada)
- Hungria
  - Budapeste (Embaixada)
- Itália
  - Roma (Embaixada)
- Noruega
  - Oslo (Embaixada)
- Países Baixos
  - Haia (Embaixada)
- Polónia
  - Varsóvia (Embaixada)
- Portugal
  - Lisboa (Embaixada)
- Reino Unido
  - Londres (Embaixada)
- Chéquia
  - Praga (Embaixada)
- Roménia
  - Bucareste (Embaixada)
- Rússia
  - Moscou (Embaixada)
- Suécia
  - Estocolmo (Embaixada)
- Suíça 
  - Berna (Embaixada)

## América
- Argentina
  - Buenos Aires (Embaixada)
- Brasil
  - Brasília (Embaixada)
- Canadá
  - Ottawa (Embaixada)
  - Vancouver (Consulado-Geral)
- Chile
  - Santiago (Embaixada)
- Estados Unidos
  - Washington, D.C. (Embaixada)
  - Chicago (Consulado-Geral)
  - Los Angeles (Consulado-Geral)
  - Nova Iorque (Consulado-Geral)
- México
  - Cidade do México (Embaixada)
- Peru
  - Lima (Embaixada)

## Oriente Médio
- Arábia Saudita
  - Riade (Embaixada)
  - Jidá (Consulado-Geral)
- Bahrein
  - Manama (Embaixada)
- Emirados Árabes Unidos
  - Abu Dhabi (Embaixada)
  - Dubai (Consulado-Geral)
- Irão
  - Teerã (Embaixada)
- Israel
  - Tel Aviv (Embaixada)
- Jordânia
  - Amã (Embaixada)
- Kuwait
  - Kuwait (Embaixada)
- Omã
  - Mascate (Embaixada)
- Catar
  - Doha (Embaixada)
- Turquia
  - Ancara (Embaixada)

## África
- Egito
  - Cairo (Embaixada)
- Quênia
  - Nairóbi (Embaixada)
- Madagáscar
  - Antananarivo (Consulado-Geral)
- Marrocos
  - Rabat (Embaixada)
- Moçambique
  - Maputo (Embaixada)
- Nigéria
  - Abuja (Embaixada)
- Senegal
  - Dakar (Embaixada)
- África do Sul
  - Pretória (Embaixada)

## Ásia

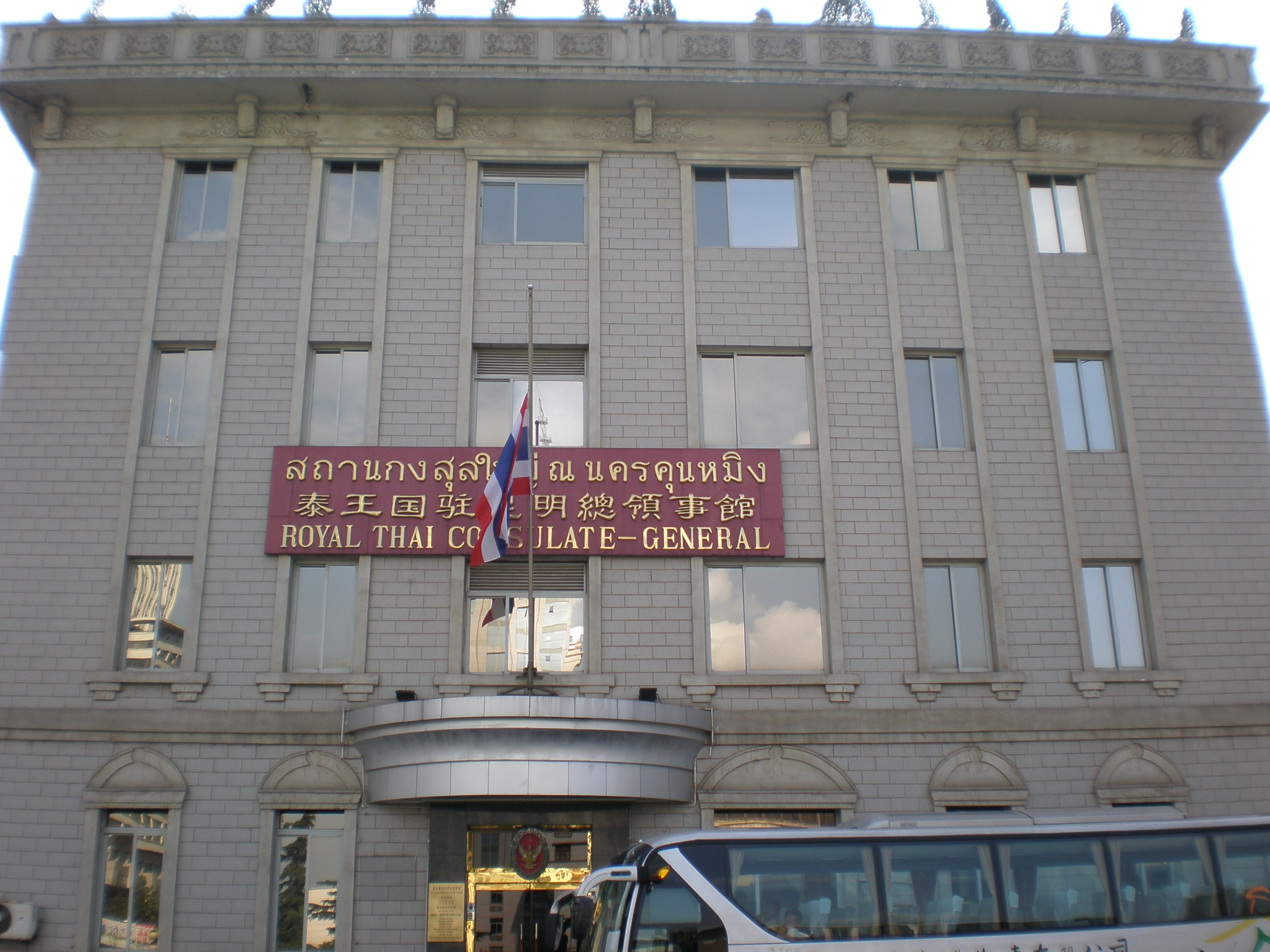
Consulado-Geral da Tailândia em Kunming.

- Bangladesh
  - Daca (Embaixada)
- Brunei
  - Bandar Seri Begawan (Embaixada)
- Camboja
  - Phnom Penh (Embaixada)
- Cazaquistão
  - Astana (Embaixada)
- China
  - Pequim (Embaixada)
  - Cantão (Consulado-Geral)
  - Hong Kong (Consulado-Geral)
  - Kunming (Consulado-Geral)
  - Nanning (Consulado-Geral)
  - Xangai (Consulado-Geral)
  - Xiamen (Consulado-Geral)
  - Chengdu (Escritório Consular)
  - Xian (Escritório Consular)
- Coreia do Sul
  - Seul (Embaixada)
- Filipinas
  - Manila (Embaixada)
- Índia
  - Nova Deli (Embaixada)
  - Calcutá (Consulado-Geral)
  - Chennai (Consulado-Geral)
  - Bombaim (Consulado-Geral)
- Indonésia
  - Jacarta (Embaixada)
- Japão
  - Tóquio (Embaixada)
  - Osaka (Consulado-Geral)
- Laos
  - Vienciana (Embaixada)
  - Savannakhet (Consulado-Geral)
- Malásia
  - Kuala Lumpur (Embaixada)
  - Kota Bharu (Consulado-Geral)
  - Penang (Consulado-Geral)
- Myanmar
  - Yangon (Embaixada)
- Nepal
  - Catmandu (Embaixada)
- Paquistão
  - Islamabad (Embaixada)
  - Carachi (Consulado-Geral)
- Singapura
  - Singapura (Embaixada)
- Sri Lanka
  - Colombo (Embaixada)
- Taiwan
  - Taipei (Centro Cultural)
- Timor-Leste
  - Díli (Embaixada)
- Vietname
  - Hanói (Embaixada)
  - Ho Chi Minh (Consulado-Geral)

## Oceania
- Austrália
  - Camberra (Embaixada)
  - Sydney (Consulado-Geral)
- Nova Zelândia
  - Wellington (Embaixada)

## Organizações Multilaterais
- Bruxelas (Missão Permanente da Tailândia ante a União Europeia)
- Genebra (Missão Permanente da Tailândia ante as Nações Unidas e outras organizações internacionais)
- Nairóbi (Missão Permanente da Tailândia ante as Nações Unidas e outras organizações internacionais)
- Nova Iorque (Missão Permanente da Tailândia ante as Nações Unidas)
- Paris (Missão Permanente da Tailândia ante a Unesco)
- Roma (Missão Permanente da Tailândia ante a Organização das Nações Unidas para Agricultura e Alimentação)
- Viena (Missão Permanente da Tailândia ante as Nações Unidas)
- Jacarta (Missão Permanente da Tailândia ante a Associação de Nações do Sudeste Asiático)